# Valy Verdi
Valy Verdi, née le 12 octobre 1970 à Toulouse, est une actrice pornographique française. Son prénom s'écrit parfois Vally, son nom parfois Verde.

## Biographie
Elle a posé pour les grands noms de la presse pour adultes tels Color Climax ou Private.

## Filmographie sélective
- Tout le monde dit oui (1993)
- Festrivial de Cannes 1 (1993)
- Beauties in Paradise (de Michel Ricaud avec Nadine Burr et Joey Silvera, 1994)
- Club Private in Seychelles  (de Michel Ricaud avec Stasha, Laura Kat Woman, Karina Senk, Sherazade, Mickaela et Nadine Bronx (1994)
- Husband (1995)
- Sexy Zap (1995)
- Racconti di natale (1995)
- Le best of des stars chez Nanou 2 (1995)
- Le best of des stars de Laetitia (1995)
- Eros e Tanatos (renommé Eros and Excess aux États-Unis) (1995) de Mario Salieri avec Christophe Clark, N'J De Bahia et Anita Rinaldi
- Il Marito : (renommé The Husband aux États-Unis) (1995) de Alessandro del Mar avec Christophe Clark, Anita Rinaldi, Draghixa
- Private Casting X 3: Lost Virginity (1997) de Pierre Woodman avec Nikki Anderson
- Échanges (de Nicky Ranieri) avec Julia Channel, Lisa de Renzy, Maria Lopez et Christophe Clark

## Récompenses
- Hot d'or de la meilleure starlette européenne 1994